# Batalla de Cañada Strongest
La batalla de Cañada Strongest de la guerra del Chaco, entre Bolivia y el Paraguay, se libró entre el 10 y el 25 de mayo de 1934. Fue la mejor oportunidad que tuvo el ejército boliviano, durante toda la guerra, de cercar a una gran unidad paraguaya. Se caracterizó por una excelente planificación estratégica y un inadecuado desarrollo táctico.

## La trampa boliviana
El ejército paraguayo, durante los meses de marzo-abril de 1934, había preparado diferentes planes para destruir al ejército boliviano que defendía esencialmente el fortín Ballivián. El que finalmente se puso en marcha a fines de abril consistió en un ataque del Primer Cuerpo paraguayo sobre el Segundo Cuerpo Boliviano para, luego de derrotarlo, aislar al Primer Cuerpo  que defendía Ballivián y obligarlo a rendirse.
La preparación se hizo lentamente permitiendo que el ejército boliviano tomara diversas medidas preventivas una vez descubierta las intenciones del enemigo. La principal fue traer, desde Carandayty, a la 9.ª División (también llamada División de Reserva) formada recientemente como consecuencia de la derrota boliviana en la Batalla de Cañada Tarija.  Esta división fue reforzada con regimientos sacados de otros sectores y ubicada estratégicamente al sur del ala derecha del Segundo Cuerpo.
El plan del coronel Ángel Rodríguez, del Estado Mayor boliviano, era ofrecer como cebo a la 8.ª División y dejar que los paraguayos avanzaran sobre ella hasta cierto límite para poder encerrarlos después mediante una acción concéntrica que juntase a sus espaldas a fuerzas del Primer y Segundo Cuerpo. Este plan debía cercar al grueso del Primer Cuerpo paraguayo,  desarticular su ofensiva y destruirlo.

## Avance paraguayo hacia la 8.ªDivisión
El día 10 de mayo, 5500 hombres de la 7.ª División, al mando del coronel Ortiz, y la 2.ª División, al mando del teniente coronel Rosa Vera, avanzaron por el claro existente entre los dos Cuerpos de Ejército enemigos hacia la 8.ª División boliviana, al mando del teniente coronel  Menacho, sin sospechar que se metían en una trampa. El objetivo de la 7.ª División paraguaya era fijar a la división boliviana mientras la 2.ª División paraguaya la envolvía por la izquierda aprovechando una brecha detectada entre la 8.ª División y la 3.ª División boliviana, al mando del teniente coronel Frías.  Para el día 15 esta maniobra ya estaba a medio camino de realización. 
El día 18 de mayo, el general Peñaranda abandonó prudentemente el fortín Ballivián y trasladó su puesto de mando a Samaihuate, a 123 km al norte de Ballivián y a 105 km al sur de Villamontes. El primer síntoma de que algo raro estaba ocurriendo fue cuando la 8.ª División boliviana, en lugar de replegarse frente al envolvimiento enemigo, lo que era habitual en los bolivianos, aumentó su resistencia frenando a las fuerzas de la 2.ª División paraguaya. Otra señal fue que las patrullas paraguayas enviadas hacia la izquierda, que debían atravesar un monte supuestamente impenetrable, se encontraron con varias picadas construidas anticipadamente por los bolivianos lo que hacía suponer que podían aparecer por ahí en cualquier momento.

## Se inicia la maniobra boliviana
El día 19 de mayo, cumpliendo con el plan meticulosamente diagramado, la reforzada 9ª División boliviana con 6 regimientos, una batería de acompañamiento y un cuerpo de zapadores, con un total de casi 14 000 hombres, al mando del coronel Francisco Barros, marchó en dos columnas y cortó el camino denominado “El Lóbrego” en la retaguardia de las dos Divisiones paraguayas. Al mismo tiempo, por el norte, y en la retaguardia de la 2.ª División paraguaya, salieron los regimientos RI-1 ‘’Jordán‘’, al mando del coronel Demetrio Ramos, y RI-4 ‘’Loa‘’, al mando del teniente coronel Julio Bretel, de la 3.ª División boliviana. Estas dos unidades tenían la misión de avanzar hacia el suroeste y unirse a las columnas de la 9.ª División como tenaza de intercepción de las dos divisiones paraguayas. La trampa estratégica había funcionado y solo faltaba que el coronel Barros solucionara los problemas tácticos menores para lograr el aniquilamiento total de las fuerzas enemigas. Sin embargo, el  primer problema surgió casi al comienzo de la maniobra.

## Sorpresa paraguaya y rápida retirada
Las dos columnas de la 9.ª División, al mando del teniente coronel Alfredo Rivas y el capitán Desiderio Rocha respectivamente, debían interceptar el camino El Lóbrego en forma simultánea avanzando en forma paralela con 3 kilómetros de separación. Sin embargo, la primera en llegar fue la columna Rivas a la altura del kilómetro 60.  Al conocerse la inusitada aparición boliviana sobre el camino, el sorprendido comando paraguayo, considerando que debía tratarse de una columna menor, envió al lugar un batallón de 200 hombres del RI-16, de la 8.ª División, al mando del capitán Joel Estigarribia, para desalojarla. Este batallón accionó firmemente detrás de la columna Rivas que estaba atacando con frente invertido y que suponía que su retaguardia estaba asegurada por la columna Rocha. Esta segunda columna, que se había demorado debido al mayor radio de giro que debía hacer, cortó al poco tiempo el camino a la altura del kilómetro 57, detrás del batallón Estigarribia, que de esta manera quedó encerrado en medio de esas importantes fuerzas enemigas. Este hecho circunstancial cambiaría el curso de toda la planificación estratégica boliviana.
Ante la aparición no prevista de estas fuerzas enemigas en los "km 57" y "60", el coronel José Ortiz lanzó un intenso patrullaje hacia su retaguardia y comprendió inmediatamente la peligrosidad de la maniobra boliviana.  Sin perder tiempo, ordenó la retirada abriéndose de "El Lóbrego" a través de un camino paralelo de 14 km que se construyó a gran velocidad. El coronel José Rosa Vera", que había logrado la mayor penetración y por consiguiente estaba en la situación más delicada, demoró la decisión de retirarse. Cuando vio que no tenía otra alternativa se desorientó en el monte y finalmente salió por detrás del RI-1 y RI-4 de la 3.ª División boliviana en lugar de utilizar la picada abierta por la 7.ª División paraguaya.
Noche del 20 y madrugada del 21 de mayo de 1934 el RZ1 al mando del entonces Tte 1° Ing Felipe Nery Velilla el RZ1 tuvo una actuación descollante al realizar una picada de 18 km en 8 horas.

## Deficiencias en la ejecución

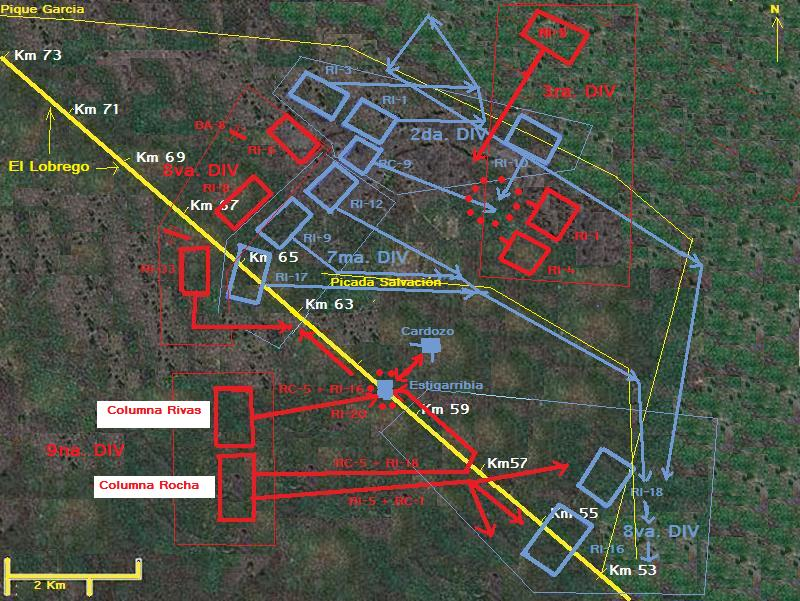
Retirada de la 7.ª y 2.ª División paraguaya.
Rojo: fuerzas bolivianas.
Azul: fuerzas paraguayas.

Estas complejas maniobras en las que se combatía en diferentes direcciones tuvieron serios problemas de realización.  
- En primer lugar, teniendo en cuenta que  el peso principal de la operación descansaba sobre la poderosa 9.ª División, su comandante, el coronel Barros,  perdió desde el inicio el objetivo principal del plan que era atacar por la retaguardia a la 7.ª División paraguaya y buscar el enlace hacia el norte con las fuerzas de la 3.ª División para cortar la retirada paraguaya. En su lugar dedicó sus fuerzas a: 
  - Buscar el enlace con el flanco derecho de la 8.ª División boliviana (RI-33). En esta acción hubo confusión y falta de coordinación entre el RI-33 y  la columna Rivas ya que llegaron a dispararse entre sí.
  - En intentar, obsesivamente,  borrar del mapa al minúsculo batallón del capitán Estigarribia utilizando gran cantidad de recursos en lugar de dejarlo atrás. Se llegó al extremo de constituir un triple cerco sobre esa unidad que carecía de agua, alimentos y municiones:

“El comandante de la Novena División perdió 9 horas. Encontrándose a menos de 10 km del campo de combate tuvo tiempo de sobra para destruir ese reducto de Joel Estigarribia solo colocando a distancia de 400 metros 10 morteros con 50 granadas cada uno y demolerlo en media hora”.
 (Antezana Villagrán, 1982, p. 330 vol. 2)

- - Asegurarse excesivamente de una posible maniobra enemiga desde el sur.[6]

El Comando de la División de Reserva (Barros), careció de una cabal orientación sobre la situación general y apreciando que los inconvenientes de naturaleza táctica o logística que se estaba acumulando imposibilitaban el cumplimiento del punto principal de la tarea operativa, esto es el contacto de sus fuerzas con la 3.ª División, se dedicó  a asegurar su dispositivo de contacto con la 8.ª División, a la vez que de auxiliar a sus columnas de maniobras que habían caído en cierta suerte de estabilización con motivo de la brusca aparición en escena de un batallón [el de Joel Estigarribia] no muy poderoso en plazas pero si en decisión, coraje y férrea conducción.
(Vergara Vicuña, 1944, p. 454 vol. 5)

Esta actitud cautelosa permitió que otro batallón paraguayo, al mando del teniente Demetrio Cardozo, pudiera contener la penetración de las fuerzas bolivianas hacia el noreste posibilitando el escurrimiento de la 7.ª División paraguaya. 
- En segundo lugar, la 8.ª División boliviana, al mando del teniente coronel César Menacho, no apoyó el envolvimiento de la 9.ª División  aferrando firmemente a la 7.ª División paraguaya. El RI-33 boliviano, ubicado sobre el ala derecha, debía intentar cerrar por el oeste a la división paraguaya recibiendo el refuerzo de la columna Rivas que avanzaba desde el sur. Su actuación no pasó de un ataque débil y demostrativo. Prueba de esto es que la división paraguaya logró desprenderse de ella sin problemas, con todos sus efectivos, equipos y artillería abriendo una picada de 14 kilómetros  que lo condujo más allá del kilómetro 54 del camino ‘’El Lóbrego‘’. A las 09:00 horas del día 22, la 7.ª División se encontraba totalmente a salvo.[7]

- En tercer lugar, la pobre actuación de los regimientos RI-4 ‘’Loa y  RI-1 ‘’Jordán‘’, tenaza norte, que una vez que alcanzaron su máximo radio de acción y  al no enlazarse con la 9.ª División quedaron colgados a medio camino y crearon  peligrosos claros en su propia retaguardia y flancos por donde finalmente se deslizaron casi las dos terceras partes de la 2.ª División paraguaya en su "desconcertante" y desorganizada retirada. Recién el día 22 de mayo, y a iniciativa del coronel Ayoroa, un batallón del RI-9 ‘’Santa Cruz‘’, de la 3.ª División, que había quedado para custodiar el flanco norte, cerró la brecha por donde ya se había escapado gran parte de la 2.ª División paraguaya pudiendo cercar a dos regimientos paraguayos, que totalmente agotados por la retirada en sentido contrario ejecutada por su comandante, el coronel Rosa Vera, no tuvieron otra opción que rendirse.

- En cuarto lugar: el apoyo del Primer Cuerpo boliviano, al mando del coronel Toro, desde la zona de Ballivián, que hubiera sido decisiva, consistió en un solo regimiento, el RC-4 ‘’Ingavi‘’, que no tuvo ningún peso en la operación. El coronel Toro, una vez más, logró convencer a Peñaranda  de que el Tercer Cuerpo paraguayo lo iba a atacar lo que era poco probable. Efectivamente, esa unidad paraguaya solo se preocupó por prestar apoyo a las divisiones encerradas abriendo una picada hacia ese sector.[8]

## Resultados
Si no hubiera sido por la dubitativa conducción del teniente coronel paraguayo José Rosa Vera que en su tardía retirada en forma de ‘’rulo‘’ (se desorientó en el monte) perdió tiempo y agotó a sus fuerzas, el logro boliviano hubiera sido únicamente la captura del pequeño batallón Estigarribia.
Después de soportar durante cinco días los intensos ataques de fuerzas inmensamente superiores y de romper, para escapar, dos de las tres líneas que lo encerraban, el 25 de mayo de 1934 a las 12.30 horas, se rindió finalmente el tenaz batallón al mando del capitán Joel Estigarribia con 7 oficiales y 180 soldados. Cómo había ocurrido en otras oportunidades en la Guerra del Chaco, una pequeña unidad conducida con energía y decisión había logrado detener a poderosas fuerzas enemigas.
Los bolivianos tomaron prisioneros a 67 oficiales y 1389 soldados. Esta gran proporción de oficiales (1 oficial por cada 21 soldados), que mostraba la estructura y conducta operativa del ejército paraguayo, sorprendió al comando boliviano. Más de la mitad de los paraguayos que cayeron prisioneros durante toda la guerra se capturaron en esta batalla. 
Si bien la maniobra en Cañada Strongest no alcanzó el objetivo de aniquilar todo un Cuerpo de Ejército enemigo, su resultado parcial tonificó la moral del comando, combatientes y población de Bolivia. El ejército paraguayo aprendió rápidamente la lección de no menospreciar la capacidad de su oponente y volvió a ajustar todos los recaudos de seguridad necesarios que se habían violado al principio de esta batalla: patrullajes cercanos y lejanos, inteligencia sobre el enemigo, el Estado Mayor paraguayo desconocía que la 9.ª División se había trasladado desde el norte, y la necesidad de la sorpresa para sus acciones ofensivas.